# Голохвастов, Пётр Владимирович
Пётр Владимирович Голохвастов (24 августа (5 сентября) 1803—14 (26) января 1887) — директор Демидовского лицея и Гатчинского Николаевского сиротского института; цензор; тайный советник.

## Биография
Родился 24 августа (5 сентября) 1803 года. Происходил из дворян, отец — рыбинский полицмейстер Владимир Петрович Голохвастов (06.03.1769—14.12.1819).
Обучался в Институте Корпуса инженеров путей сообщения (1817—1822); в службе числился с 5 мая 1819 года. В 1822 году был назначен на службу в третий округ путей сообщения в окрестностях Москвы; в 1828 году уволился со службы по домашним обстоятельствам.
В 1839—1848 годах был директором Демидовского лицея и училищ Ярославской губернии. В 1842 году подал записку о необходимости преобразования лицея, многие его предложения были приняты и вошли в устав 1845 года. По болезни в 1848 году вышел в отставку.
В 1854—1860 годах — директор Гатчинского Николаевского сиротского института; с 25 октября 1858 года — действительный статский советник. В 1860—1863 годах был в отставке; затем, с 14 октября 1863 по 1 декабря 1872 года, был цензором Петербургского цензурного комитета, затем состоял при Министерстве внутренних дел.
Был награждён орденами Св. Анны 2-й степени (1865) и Св. Владимира 3-й степени (1870). Вышел в отставку с чином тайного советника в 1876 году.
Умер 14 (26) января 1887 года. Похоронен на кладбище Новодевичьего монастыря в Санкт-Петербурге.
Жена — княжна Александра Владимировна Львова (1809—1870) (дочь князя В. С. Львова. В семье родилось 6 детей, в том числе — сын Владимир (1833—1905) и дочь Екатерина (1838—1903), фрейлина двора, гофмейстерина великой княгини Екатерины Михайловны, с 1887 года кавалерственная дама Орден Св. Екатерины (малого креста).